# Gontran el Ric
Gontran el Ric (Guntram der Reiche), comte d'Altenburg, al Sundgau, a l'Aargau (l'actual Argòvia) i a Vindonissa, comte d'Alsàcia de 917 a 954, fou l'antecessor dels Habsburg.
Gontran hauria nascut d'Hug I de Nordgau comte d'Eguisheim, de Nordgau, d'Ortenau, d'Aargau i de Hohenberg, i d'Hildegarda comtessa de Ferrette. Si realment és el cas, seria descendent d'Eticó I (o Adalric), duc d'Alsàcia al segle vii i al segle viii, el que vincularia la seva família a Santa Odila i servia a les pretensions dels Habsburg.
Seria el germà d'Eberard IV de Nordgau, comte al Nordgau, i Hug II, comte d'Eguisheim.

## Biografia
Fou un gran propietari al Baix Rin, però li foren arrabassades una gran part de les seves terres a Alsàcia, Brisgau i Turgòvia per Otó I del Sacre Imperi Romanogermànic en el moment de la Dieta d'Augsburg de l'agost del 952, amb el pretext d'alta traïció; això constitueix la primera menció dels Habsburg en la història.
Va morir el 26 de març 973.

## Filiació
Es va casar el 945, en primeres noces, amb Brigantina, comtessa de Montfort, de la qual va tenir a:
- Lantold dit també Kanzelin o Lanzelin, comte d'Altenburg.

Després es va casar en segones noces amb Ita, comtessa de Calw.